# Mittelafrika

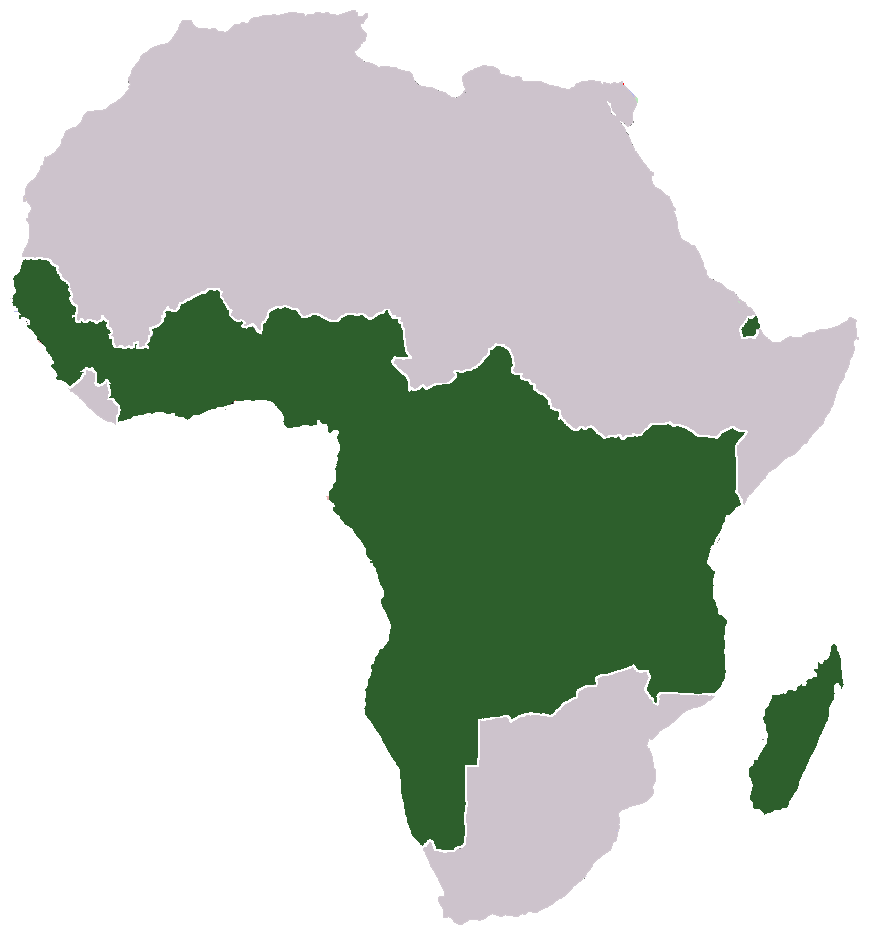
Mappa della Deutsch-Mittelafrika (piano 1918).

Mittelafrika (it. Africa Centrale) è il nome assegnato ad una regione geostrategica in Africa centrale e orientale. Analogamente alla Mitteleuropa (it. Europa centrale), si trattava di un articolato obiettivo della politica estera della Germania antecedente alla prima guerra mondiale, per portare la regione sotto la dominazione tedesca. La differenza è che la Mittelafrika sarebbe stata presumibilmente un agglomerato di colonie tedesche in Africa, mentre la Mitteleuropa era stata concepita come una zona tampone geostrategica tra la Germania e la Russia da riempire con stati fantoccio. Tra il 1939 e il 1945 il termine fu riesumato dai nazisti per indicare il progetto di recuperare le ex colonie tedesche in Africa centrale, in caso di vittoria contro gli Alleati.

## Origini del piano

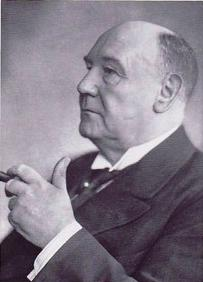
Wilhelm Heinrich Solf

Il pensiero strategico tedesco era che se la regione tra le colonie dell'Africa Orientale Tedesca, dell'Africa Tedesca del Sud-Ovest e il Camerun sarebbe potuta essere annessa, si sarebbe creata un'entità territoriale che avrebbe coperto  l'ampiezza del continente africano dall'Oceano Atlantico all'Oceano Indiano. Data la ricchezza di risorse naturali del solo Congo belga, questa regione avrebbe maturato una notevole ricchezza per la potenza colonizzatrice attraverso lo sfruttamento delle risorse naturali, oltre a contribuire ad un altro obiettivo tedesco, quello dell'autosufficienza economica.
Il concetto risale al 1890, quando l'allora cancelliere della Germania, Leo von Caprivi, acquisì il Dito di Caprivi col Trattato di Helgoland-Zanzibar. Questo ampliamento dell'Africa Tedesca del Sud-Ovest fece ottenere alla colonia lo sbocco al fiume Zambesi. Gli imperialisti inglesi e tedeschi si contendevano allora la regione che comprende oggi Zimbabwe, Zambia e Malawi. Cecil Rhodes, a nome dei britannici, riuscì nella colonizzazione di quest'ultima regione, con la creazione della Rhodesia del Nord, Rhodesia del Sud e Nyasaland. Altro motivo di discussione erano inoltre le insistenze della Germania alla Gran Bretagna per premere il Portogallo, alleato britannico, a cedere le colonie dell'Angola e del Mozambico. Gli Inglesi tuttavia avevano accordi commerciali preferenziali con il Portogallo, che era anche un fidato alleato, e anche se i piani per un eventuale spartizione delle colonie portoghesi vennero effettivamente elaborati, la Gran Bretagna avrebbe visto in questo modo la sua posizione coloniale in Africa gravemente indebolita, in quanto i tedeschi avrebbero potuto minacciare le loro linee di comunicazione tra il Capo e Il Cairo. Questi piani vennero probabilmente elaborati solo per essere utilizzati come ultima risorsa per placare la Germania nel caso in cui avesse minacciato di rompere l'equilibrio di potere in Europa. Tuttavia, gli interessi di politica estera tedeschi negli anni successivi furono principalmente diretti a ottenere il predominio nella stessa Europa, e non in Africa, quindi tali progetti vennero accantonati. Infatti, è probabile che il concetto tedesco di una "Mittelafrika" venne progettato per fare pressione sulla Gran Bretagna e costringerla a tollerare un crescente predominio tedesco nel continente europeo, e non viceversa, come è probabile che delle concessioni coloniali non avrebbero mai placato l'Impero tedesco, come sicuramente i politici britannici si erano già resi conto in quel momento.

## I primi tentativi tedeschi
I negoziati anglo-tedeschi sulla ripartizione dei possedimenti belgi e portoghesi in Africa fornirono i primi progetti concreti. Nel luglio del 1913, entrambe le parti concordano l'affermazione della Germania sull'Angola, tranne la zona di confine della Rhodesia Settentrionale, e São Tomé e Príncipe, così come la rivendicazione inglese del Mozambico e Lugenda in caso di difficoltà finanziarie del Portogallo. Il Segretario di Stato per le Colonie tedesco Wilhelm Solf fece la proposta di tagliare il Congo Belga, con la concessione del Katanga e della costa all'estremo nord sull'Inghilterra, l'area a nord del Congo alla Francia e un importante snodo tra l'Angola e l'Africa Orientale Tedesca alla Germania. La sua proposta non ebbe successo a causa della resistenza britannica.

## Prima guerra mondiale

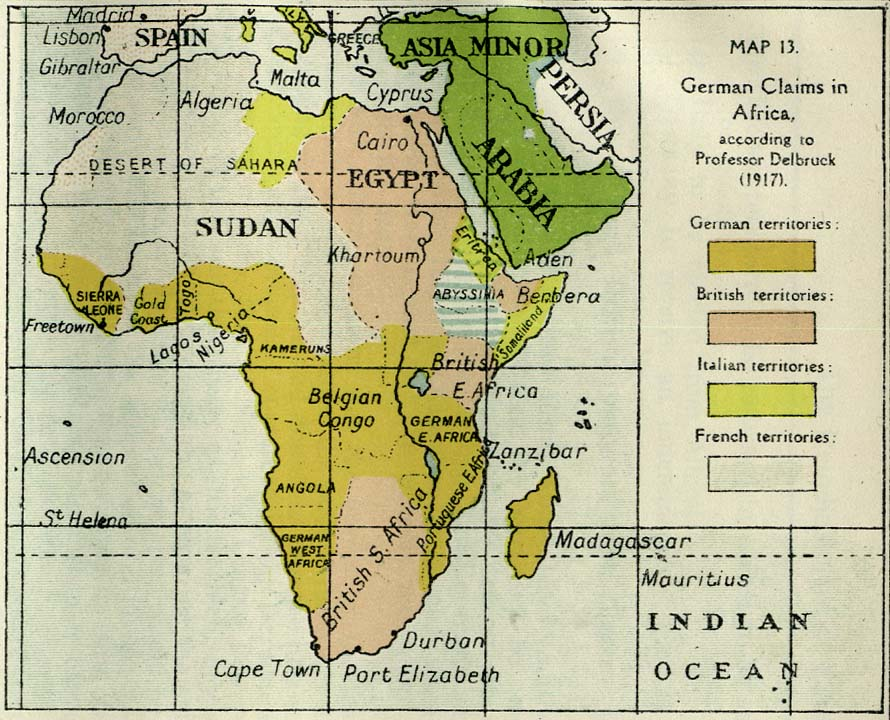
Rivendicazioni tedesche in Africa (interpretazione britannica delle affermazioni di Hans Delbrück)

Altre rivendicazioni tedesche in Africa (successive a Delbrück)

Le aspirazioni della Germania nella Mittelafrika vennero inserite nelle finalità tedesche nella prima guerra mondiale, nella misura in cui la Germania si aspettava di ottenere il Congo belga se fosse stata in grado di sconfiggere il Belgio in Europa. La piena realizzazione della Mittelafrika dipendeva da una vittoria tedesca nella prima guerra mondiale nel teatro europeo, dove la Gran Bretagna sarebbe stata costretta a negoziare e a cedere le sue colonie della Rhodesia alla Germania di fronte a un'Europa dominata dai Tedeschi attraverso il Canale della Manica. Nel corso della guerra, alle aspirazioni tedesche nella Mittelafrika non seguirono mai degli eventi nel teatro africano. Le colonie tedesche erano a livelli molto diversi di difesa e di resistenza delle truppe quando iniziò la guerra in Europa, e non erano in grado di combattere una guerra a causa della mancanza di materiale.
L'obiettivo centrale della politica coloniale tedesca era un possibile impero coloniale in Africa centrale collegato da ponti di terra con l'Africa Orientale Tedesca, l'Africa Tedesca del Sud-Ovest e il Camerun Tedesco.
Nel luglio 1914 l'Impero tedesco e l'Impero britannico negoziarono segretamente il possibile smembramento dell'Angola portoghese; in tale eventualità la maggior parte del territorio sarebbe andato ai tedeschi. Già nel 1912 era stato fondato l'Angola-Bund, un'organizzazione tedesca che spingeva per un colpo di mano nella colonia portoghese.

### Piano 1914
Un'altra proposta di Solf per la creazione di un'Africa centrale tedesca (Deutsch-Mittelafrika), fu realizzata tra agosto e settembre 1914, e prevedeva la divisione delle colonie francesi, belghe e portoghesi. Successivamente, Theobald von Bethmann-Hollweg la incluse nel suo Septemberprogramm. Il nuovo impero tedesco in Africa centrale doveva comprendere i seguenti territori: Angola, la metà settentrionale del Mozambico, il Congo belga con le miniere di rame del Katanga nel mirino, l'Africa Equatoriale Francese fino al Lago Ciad, Dahomey e il territorio a sud del Niger e Timbuktu. Il progetto di creare un impero coloniale in Africa centrale è coerente con le grandi aspirazioni di guerra tedesche.

### Piano 1916/1917
Nell'eventualità, mai verificatasi, che si fosse giunti a dei negoziati a seguito dell'offerta di pace dell'Intesa alle Potenze centrali, Bethmann Hollweg chiese allo Stato maggiore, all'Ammiragliato e all'Ufficio coloniale la compilazione di elenchi di come base per i negoziati, cosa che fu fatta subito.
Le mire del 24 dicembre 1916 della guerra marittima dell'Ammiraglio della Marina Imperiale Tedesca Henning von Holtzendorff, ispezionate ed approvate dal Comando Supremo, avevano carattere fantastico: alle basi nel Mare del Nord e nel Mar Baltico dovevano essere messe insieme con le Azzorre, la prima breccia in posizione geografica dominante sul mare della Gran Bretagna. Come collegamento e protezione per l'impero coloniale si doveva ottenere Dakar e Capo Verde. Per minacciare la via verso l'India britannica era necessario ottenere altri porti dell'Africa orientale, utilizzando Zanzibar e il Madagascar come basi.
Il Segretario dell'Ufficio coloniale, Solf, chiese al programma degli obiettivi di guerra del suo dipartimento, oltre al ritorno di tutte le colonie tedesche, il consolidamento dei possedimenti africani con l'acquisizione delle colonie francesi, belghe, portoghesi e inglesi per la costituzione di un "Impero Centrafricano-tedesco". Inoltre, sollecitò l'espansione di questo impero dell'Africa centrale ad ovest, nelle aree francesi economicamente sviluppate e di reclutamento dei negri.

### Piano 1918
Nella primavera del 1918, Solf accettò anche le esigenze del Kolonialverein Deutscher (Società coloniale tedesca) che divenissero tedeschi anche i bacini del Senegal, il Niger i territori a sud di loro fino al mare (cioè la Nigeria), in aggiunta alle vecchie richieste in Africa centrale - il controllo da Capo Verde fino al fiume Orange a ovest; la Rhodesia Settentrionale, il nord del Mozambico, l'Uganda, il Kenya, il Madagascar, le Isole Comore e il Gibuti a est. Come base per la conquista di un impero mondiale, lo Stato Maggiore nel maggio 1917 esigette le Azzorre, Dakar con l'Africa Occidentale Francese (con le isole Canarie e Madeira), Valona oppure l'uso di Cattaro o Alessandretta, Reunion, Timor portoghese, Nuova Caledonia, Tahiti e Yap.

## La Mittelafrika nella Seconda Guerra Mondiale

Mappa approssimativa della Mittelafrika: in blu scuro sono indicate le colonie tedesche in Africa fino alla prima guerra mondiale e in blu i territori da conquistare. Le colonie portoghesi, altre possibili annessioni, sono indicate in blu chiaro.

Con l'avvento del Terzo Reich e la seconda guerra mondiale, la definizione riemerse per indicare le colonie europee dell'Africa centrale che avrebbero dovuto passare sotto il controllo tedesco dopo la sconfitta degli Alleati.
Le intenzioni generali di Hitler per la futura organizzazione dell'Africa prevedevano la divisione del continente in parti fondamentali. La parte nord-orientale, cioè Tunisia, Libia, Egitto e Sudan, doveva essere assegnata all'alleato italiano, fondendosi con l'Africa Orientale Italiana, mentre la parte centrale, cioè le vecchie colonie tedesche del 1914 con l'aggiunta di Congo Belga e Africa Equatoriale Francese, sarebbe caduta sotto il controllo tedesco; la Francia di Vichy avrebbe conservato le proprie colonie in Africa Occidentale. Il rimanente settore meridionale sarebbe stato controllato da uno stato Afrikaner filonazista costruito su base razziale.
All'inizio del 1940 il Ministro degli Esteri Joachim von Ribbentrop si mise in contatto con i leader sudafricani ritenuti simpatizzanti della causa nazionalsocialista, informandoli che la Germania era intenzionata a reclamare la sua precedente colonia dell'Africa del Sud-Ovest, divenuta poi un mandato dell'Unione Sudafricana. Il Sudafrica sarebbe stato compensato con le acquisizioni territoriali dei protettorati britannici dello Swaziland, del Basutoland e del Bechuanaland e della colonia della Rhodesia Meridionale. Sulla divisione delle colonie francesi tra Spagna ed Italia, Hitler preferì non pronunciarsi durante la guerra per non perdere l'appoggio della Francia di Vichy.
Nel 1940 lo stato maggiore della Kriegsmarine elaborò un piano molto più dettagliato, corredato da una mappa che mostrava una proposta di impero coloniale tedesco delineato in blu (il colore tradizionale utilizzata nella cartografia tedesca per indicare la sfera d'influenza tedesca, in contrasto con il rosso o rosa che rappresentava l'Impero britannico) in Africa sub-sahariana, che si estendeva dall'Oceano Atlantico all'Oceano Indiano.
A differenza dei territori che sarebbero stati acquisiti in Europa orientale (in particolare nella Russia europea), per queste aree non era previsto un massiccio insediamento di popolazione tedesca. La creazione di un vasto impero coloniale in Africa doveva servire principalmente a fini economici, in quanto avrebbe fornito alla Germania la maggior parte delle risorse naturali che non sarebbe stata in grado di trovare nei suoi possedimenti europei, così come un supplemento di manodopera quasi illimitata. La politica razziale della Germania nazista sarebbe comunque stata applicata rigorosamente, con la segregazione di bianchi e neri e la punizione dei rapporti interrazziali, per mantenere la purezza della razza ariana; sostanzialmente, gli africani sarebbero diventati poco più che schiavi al servizio dei nazisti.
L'impero coloniale in Africa sarebbe stato costituito da tutte le colonie tedesche perdute dopo la prima guerra mondiale, oltre ad alcuni dei possedimenti africani di Francia, Belgio e Gran Bretagna: l'Africa equatoriale francese e il Congo belga, la Rhodesia settentrionale (quella meridionale forse sarebbe stata ceduta al Sudafrica), il Nyasaland, il Kenya meridionale con Nairobi (la parte settentrionale all'Italia), Uganda, Nigeria, Dahomey, la Costa d'Oro britannica, Zanzibar, quasi tutto il Niger e il Ciad, e anche le basi navali di Dakar e Bathurst.